# 布列安桑定理
设ABCDEF为圆锥曲线的外切六边形。则直线AD，BE和CF三线共点。这个定理叫做布列安桑定理。
布列安桑定理的对偶定理是帕斯卡定理。